# Vesicularia plicaefolia
Vesicularia plicaefolia är en bladmossart som beskrevs av Fleischer 1923. Vesicularia plicaefolia ingår i släktet Vesicularia och familjen Hypnaceae. Inga underarter finns listade i Catalogue of Life.